# 장공소
장공소(張公素, Zhang Gongsu, 생몰년 미상)는 중국 당나라 후기의 무장으로, 노룡군 절도사(盧龍軍節度使, 본거지는 현 허베이성 베이징 시)로서 당시 사실상 독립 상태나 다름없었던 노룡군 번진(藩鎭)을 872년부터 875년까지 지배하였다.

## 생애

### 출신 배경
장공소는 노룡군 번진의 본거지인 유주 범양(范陽) 출신으로, 그 출생 연도에 관해서는 알려져 있지 않다. 당 의종의 함통(咸通) 연간(860년 ~ 874년) 중에 장공소는 당시의 노룡군 절도사 장윤신의 수하 장수로서 그를 섬기고 있었다. 이후 여러 차례 승진을 거듭하여, 최종적으로는 관직이 평주자사(平州刺史. 현 허베이성 친황다오 시)에까지 이르렀다.

### 노룡군 번진의 점거
872년, 장윤신이 사망하였다. 이에 앞서, 의종은 그의 아들 장간회를 노룡군 유후(留後)에 임명하였었다. 그러나 장공소는 장윤신의 장례에 참석하기 위해 평주에서 그의 군대를 이끌고 나와서 노룡군의 본거지인 유주를 향해 전진하였다. 노룡군 장병들은 장공소가 평소 위엄과 명망이 있었기 때문에 그를 존경하고 있었고, 또한 그에게 복종하고 있었다. 이에 장간회는 장공소가 자신을 해치려 들 것을 두려워하였고, 도저히 자신의 능력으로는 장공소를 통제할 수가 없다는 것을 깨달았다. 급기야 그해 3월에 장안으로 도주하기에 이르렀다. 그해 4월에 의종은 장공소를 노룡군 유후로 임명하였고, 6월에는 정식으로 절도사에 임명하였다.

### 노룡군 절도사 시대
873년 의종이 사망하고, 그의 아들인 희종이 그 뒤를 이어 황제의 자리에 올랐다. 그해 9월, 희종은 몇몇 유력 번진의 절도사들에게 동중서문하평장사(同中書門下平章事)의 재상 직함을 하사하였는데, 그 중에는 장공소도 포함되어 있었다.
이때, 장공소와 함께 동중서문하평장사의 직함을 추가로 받은 절도사는 위박절도사(魏博節度使. 본거지는 현 허베이성 다밍 현) 한군웅(韓君雄)과 천평군 절도사(天平軍節度使. 본거지는 현 산둥성 둥핑 현) 고병(高騈)이었다. 그리고 한군웅은 이와 동시에 희종에게서 윤중(允中)이라는 이름을 하사받았다. 이밖에도 서천절도사(西川節度使. 본거지는 현 쓰촨성 청두시) 노암(路巖)이 겸시중(兼侍中), 성덕군 절도사(成德軍節度使. 본거지는 현 허베이성 정딩 현) 왕경숭이 중서령(中書令)의 직함을 각각 추가로 받았다.
이 무렵, 위엄과 명망으로 장병들에게 존경과 신뢰를 받았던 장공소는 절도사의 자리에 오르고 나서부터 성격이 그와 정반대로 변해 가고 있었다. 사서(史書)의 기록에 따르면, 장공소는 절도사에 임명된 이후부터 잔인해지고 난폭해졌으며 거칠어졌고, 그의 눈이 항상 다른 사람을 업신여기거나 무시하는 표정으로 보였기 때문에 유주 사람들은 그를 “백안상공(白眼相公)”이라고 칭했다고 한다.
875년, 위구르족 출신의 대장 이무훈이 그에게 반기를 들 생각을 획책하였다. 당시, 노룡군의 장병들은 그들의 숙장(宿將. 나이 또는 경험이 많은 장수)인 납항군사(納降軍使. 현 허베이성 베이징 시 북동쪽에 있던 기지부대(基地部隊)의 사령관) 진공언(陳貢言)을 매우 존경하고 있었다. 이무훈은 비밀리에 진공언을 습격하여 암살하고, 그의 군대를 탈취·장악하여 유주를 향해 진군하였다. 그는 진공언이 거병하여 계(薊)로 향하고 있다고 말하면서, 자신은 장공소를 공격하기 위해 출진한 진공언의 선봉부대 대장이라고 자칭하였다. 장공소는 성을 나와 그를 맞아 싸웠으나, 패배하여 장안으로 달아났다. 이무훈이 유주성에 입성한 뒤에야 사람들은 비로소 그가 진공언이 아니라는 것을 겨우 깨달았으나, 부득이 이무훈을 지지할 수밖에 없었다.
그 후, 희종은 장공소를 복주사호(復州司戶. 현 산시성 한중시)로 좌천시켜 버렸다. 이것이 장공소의 경력에 대한 사서 최후의 기록으로, 이후 그의 여생과 사망 연도에 관해서는 알려진 것이 없다.

## 참고 자료
- 《구당서》, 권 180 - 열전(列傳) 제130
- 《신당서》, 권 212 - 열전 제212 번진노룡(藩鎭盧龍)
- 《자치통감》, 권 252

| 전임 장윤신 | 노룡군 절도사 872년 ~ 875년 | 후임 이무훈 |